# ユニモちはら台

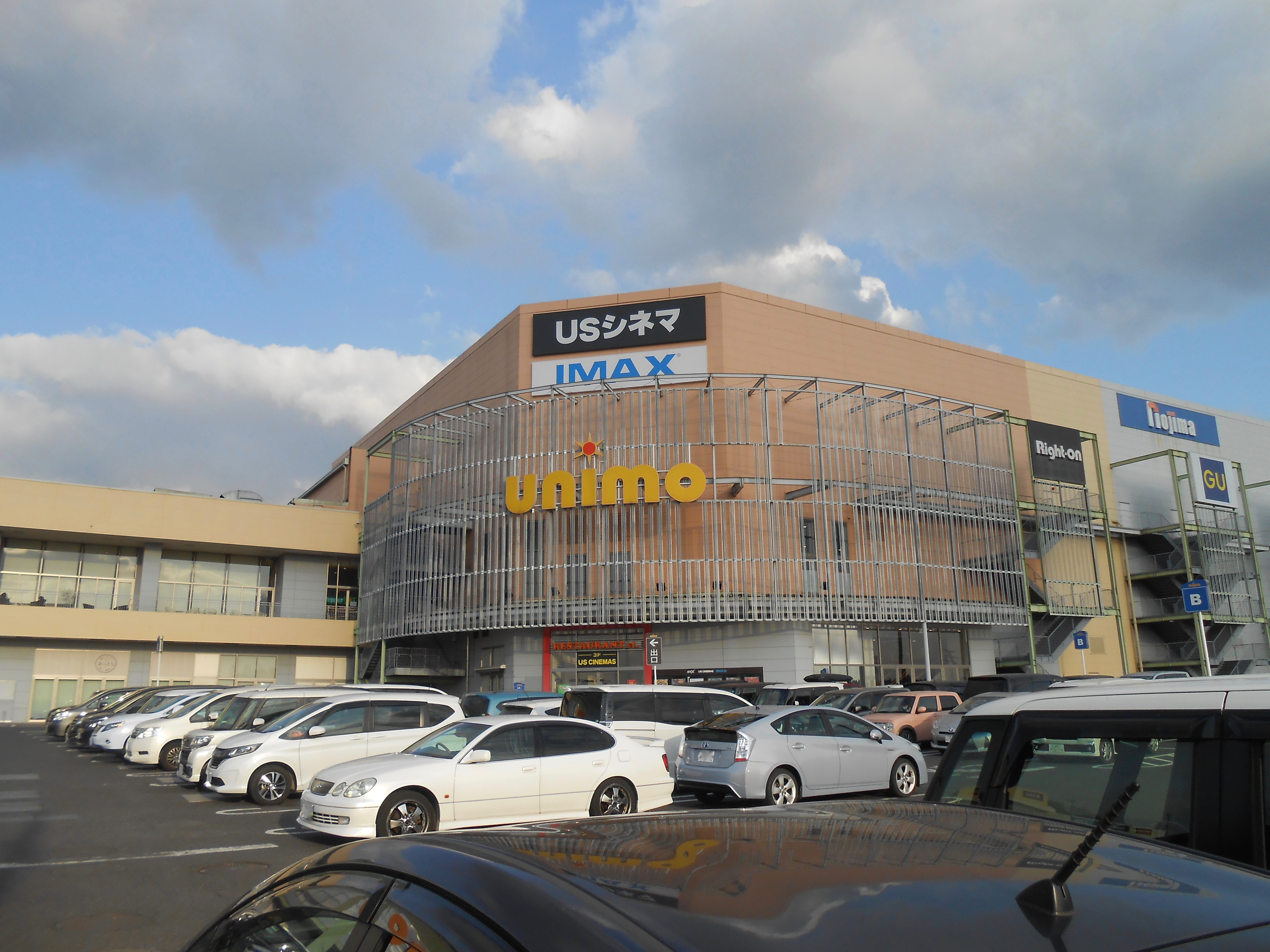
USシネマちはら台

ユニモちはら台 (ユニモちはらだい) は、千葉県市原市ちはら台にある大型ショッピングセンターである。
2007年（平成19年）9月8日、福田組により開業。核店舗はヤオコーおよびUSシネマ。翌2008年よりJLLモールマネジメント（当時、現：JLLリテールマネジメント）が管理運営している。
2013年に開業6周年を機に全館リニューアル。2018年にフードコートをリニューアル。2020年に再度全館リニューアルした。

## 沿革
- 2007年（平成19年）9月8日 - 開業[1]。
- 2008年（平成20年）9月 - 丹青社のグループ企業・丹青モールマネジメント（現：JLLモールマネジメント）が運営管理受託を開始[3]。同社によるプロパティマネジメント（常駐管理型PM）を導入[2]。
- 2013年（平成25年）11月23日 - 全館リニューアルオープン。丹青モールマネジメントがリニューアルを手がける[2]。
- 2015年（平成27年）2月26日 - アメリカの不動産投資ファンド ラサール・インベストメント・マネジメント（en:LaSalle Investment Management）に、特殊目的会社を通じて買収される[7]。
- 2018年（平成30年）11月21日 - フードコートをリニューアルして席数・店舗数を拡大[5]。千葉県初出店の店舗や地元店舗が新規出店[5]。
- 2020年（令和2年）3月19日 - 開業後2回目となる全館リニューアル[6]。JLLモールマネジメント（当時）がリニューアルを手がける。

## フロアガイド
2021年1月現在の主なテナントのみ記載。詳細は公式サイト「ショップガイド」を参照。

### 1階
- スーパーマーケット：ヤオコー ユニモちはら台店
- ドラッグストア：クリエイトSD 市原ユニモちはら台店
- 食品フロア
  - ビアードパパ
  - 築地銀だこ
  - ディッパーダン

ゴクゴク ユニモちはら台店
- レストラン
  - サイゼリヤ
  - くら寿司
  - 大戸屋ごはん処
  - しゃぶ菜
  - ポポラマーマ
  - マクドナルド
  - サンマルクカフェ
  - スターバックスコーヒー
- インテリア・雑貨・ファッション
  - 無印良品
  - Francfranc
  - ニトリEXPRESS
  - H&M

### 2階
丸善 ユニモちはら台店
コスメドンキ ユニモちはら台店
- 家電量販店：ノジマ
- 100円ショップ：ザ・ダイソー

ユニクロ ユニモちはら台店
- フードコート
  - ペッパーランチ - フードコートリニューアル前から出店[5]
  - 幸楽苑 - フードコートリニューアル前から出店[5]
  - 丸亀製麺 - フードコートリニューアル前から出店[5]
  - リンガーハット
  - ファーストキッチン
  - すき家
  - ミスタードーナツ
  - サーティワンアイスクリーム
- ファッション
  - ライトオン
  - GU - 2013年のリニューアルで出店
  - ABCマート
  - ハニーズ
  - タカキュー
- ゲームコーナー「GAME LAND」
- 遊キッズ
- クレジットカードカウンター：エポスカードセンター
- クリニックモール

### 3階
- シネマコンプレックス：USシネマちはら台
- 駐車場

## 営業時間
年中無休、10:00 - 21:00
- フードコート 10:00 - 21:00
- レストラン 10:00 - 22:00
- シネマ 10:00 - 24:00

## 交通アクセス
鉄道
- 京成電鉄千原線ちはら台駅より徒歩約10分

バス
- 小湊鉄道バス「ユニモ」「ちはら台公園」停留所下車
- ちはら台駅、五井駅、浜野駅、千葉寺駅、鎌取駅などから乗車。

自家用車
- 蘇我方面より茂原街道「千原団地入口」交差点を越えて、約2.1 km
- 茂原方面より茂原街道「潤井戸」交差点を越えて、約1.8 km
- 鎌取方面よりちはら台駅を越えて、約0.8 km
- 誉田方面より「帝京平成短大前」交差点を越えて、約2.3 km

## 周辺
- 市原市立牧園小学校
- 千葉労災病院
- 村田川
- ちはら台駅
- ちはら台公園

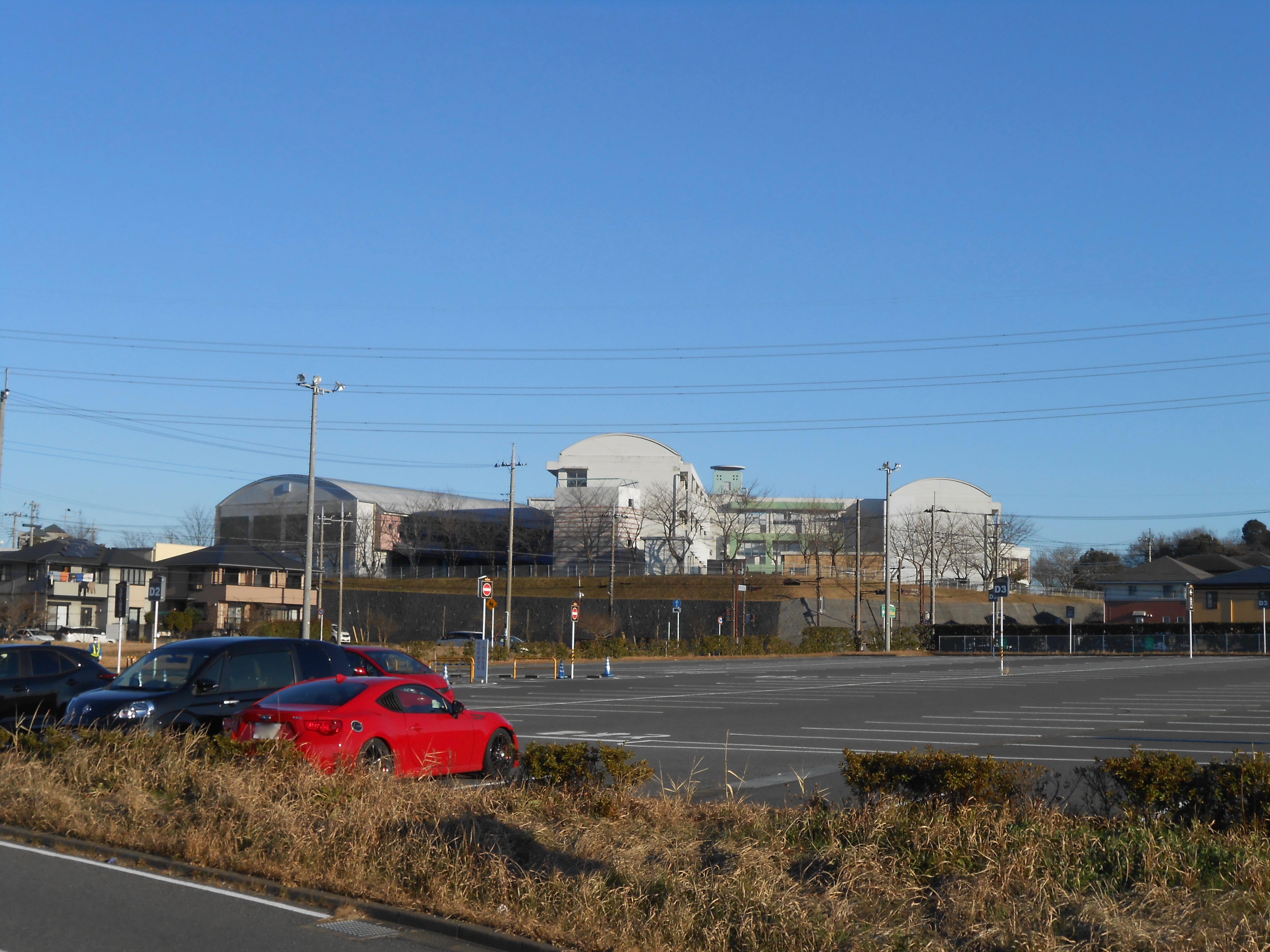
ユニモちはら台の駐車場と、駐車場からみえる市原市立牧園小学校。
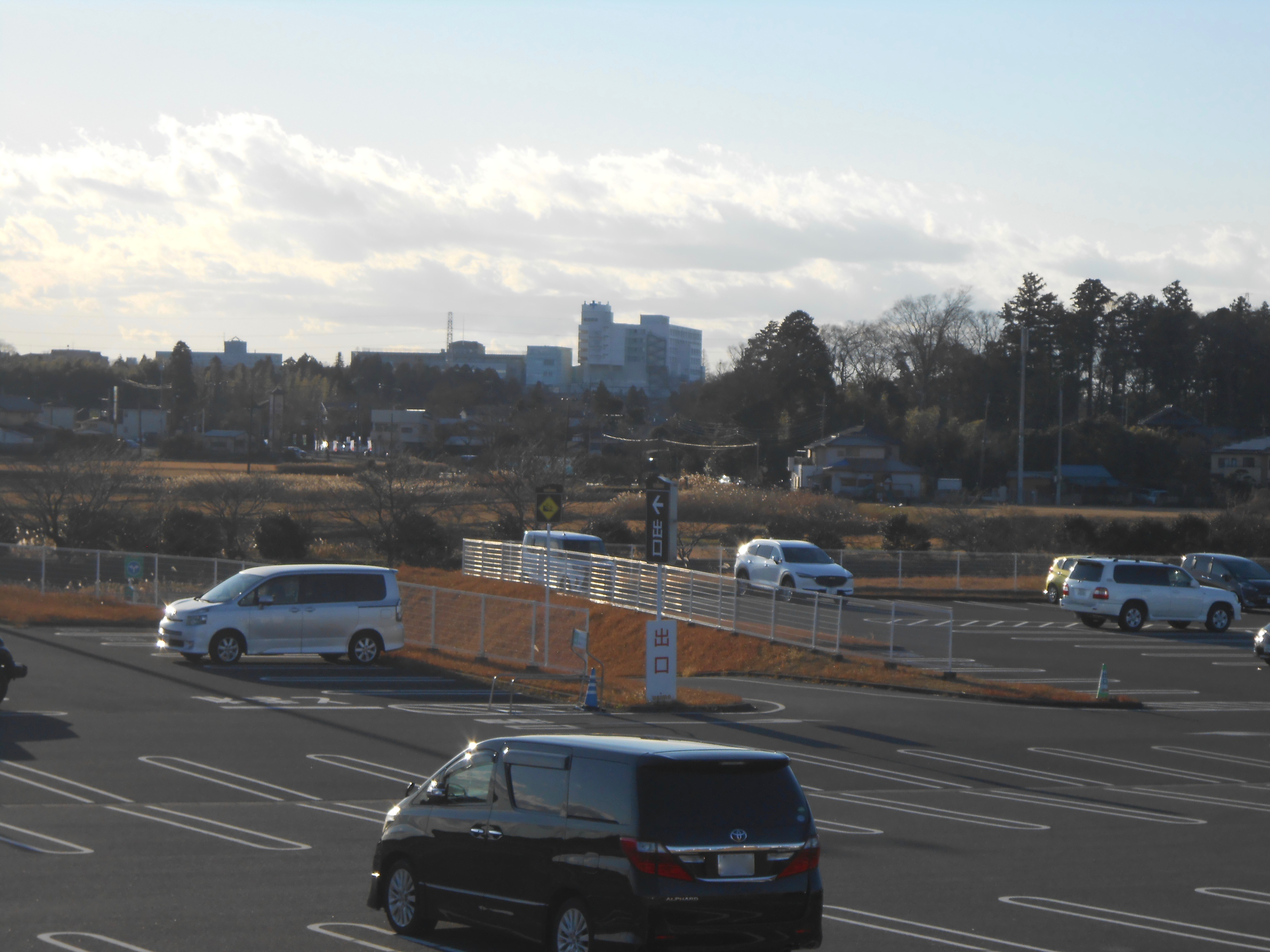
ユニモちはら台の駐車場と、駐車場からみえる千葉労災病院。
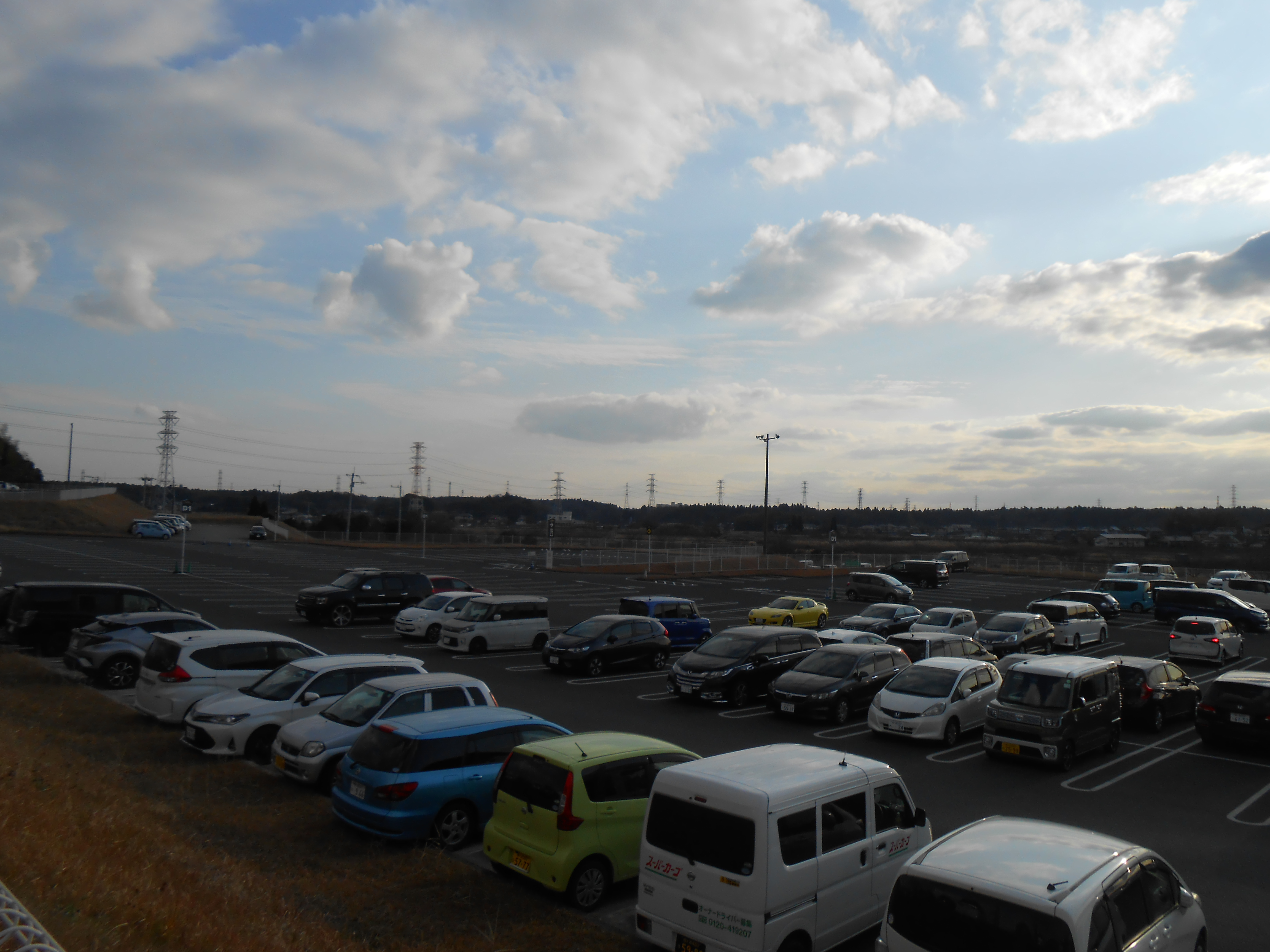
ユニモちはら台の駐車場と、駐車場からみえる送電線の連なり（左のちはら台から右の潤井戸へ）。
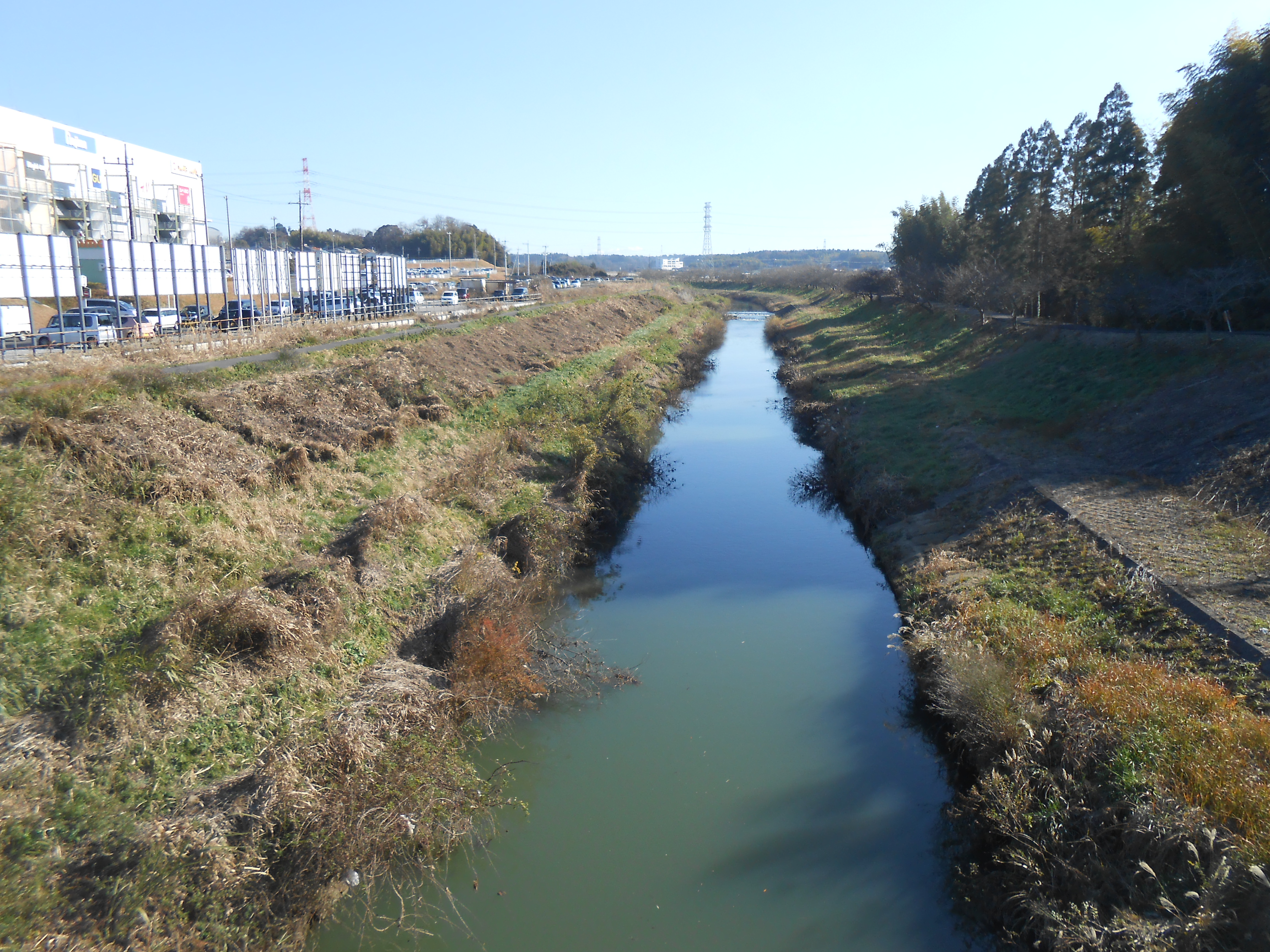
ユニモちはら台の南側を流れる村田川。

## ユニモちはら台が登場する作品
- 映画『翔んで埼玉』- ユニモちはら台がロケ地となり[8]、USシネマちはら台でも上映された[8]。監督の武内英樹は千葉市出身で[9]、『千葉日報』のインタビューでロケ地について「市原の商業施設でも撮ったし、所沢という設定のシーンは鋸南」と述べているが[9]、この「市原の商業施設」とはユニモちはら台である[8]。魔夜峰央の原作漫画には千葉県は登場しないが[9]、原作漫画が未完のため、映画では「埼玉VS千葉」を意識して千葉県内の地域を多数登場させたと語っている[9]。因みに、ユニモの核店舗であるヤオコーは埼玉県の企業である。